# Cinquième circonscription de la Haute-Savoie
La cinquième circonscription de la Haute-Savoie est l'une des six circonscriptions législatives  que compte le département français de la Haute-Savoie (74), situé en région Auvergne-Rhône-Alpes.
Elle est représentée à l'Assemblée nationale, lors de la XVIe législature de la Cinquième République, par Anne-Cécile Violland, députée Horizons.

## Description géographique et démographique
La cinquième circonscription de la Haute-Savoie a été créée par le découpage électoral de la loi no 86-1197 du 24 novembre 1986
, et regroupait les divisions administratives suivantes : 
- canton d'Abondance
- canton du Biot
- canton de Boëge
- canton de Douvaine
- canton d'Évian-les-Bains
- canton de Saint-Jeoire
- canton de Samoëns
- canton de Taninges
- canton de Thonon-les-Bains-Est
- canton de Thonon-les-Bains-Ouest

Depuis l'ordonnance no 2009-935 du 29 juillet 2009, ratifiée par le Parlement français le 21 janvier 2010, elle regroupe les divisions administratives suivantes :
- canton d'Abondance
- canton du Biot
- canton de Douvaine
- canton d'Évian-les-Bains
- canton de Thonon-les-Bains-Est
- canton de Thonon-les-Bains-Ouest

Les cantons sus-désignés ont été supprimés : par exemple , le canton de Douvaine a été remplacé par celui de Sciez.
D'après le recensement général de la population en 1999, réalisé par l'Institut national de la statistique et des études économiques (INSEE), la population totale de cette circonscription est estimée à 131 158 habitants,.

## Historique des députations
- Circonscription créée en 1986

| Législature | Début de mandat | Fin de mandat  | Député               | Parti politique | Observations |
| ----------- | --------------- | -------------- | -------------------- | --------------- | --- |
| IXe         | 23 juin 1988    | 1er avril 1993 | Pierre Mazeaud       | RPR             | |
| Xe          | 2 avril 1993    | 21 avril 1997  | Pierre Mazeaud,      | RPR,            | Mandat écourté à la suite d'une dissolution parlementaire décidée par Jacques Chirac.                                      |
| XIe         | 12 juin 1997    | 5 mars 1998    | Pierre Mazeaud,      | RPR,            | En raison de sa nomination au Conseil constitutionnel, remplacé le 5 mars 1998 par son suppléant, Jean-Marc Chavanne (RPR) |
| XIe         | 5 mars 1998     | 18 juin 2002   | Jean-Marc Chavanne,  | RPR,            | En raison de sa nomination au Conseil constitutionnel, remplacé le 5 mars 1998 par son suppléant, Jean-Marc Chavanne (RPR) |
| XIIe        | 19 juin 2002    | 11 mars 2003   | Jean-Marc Chavanne,  | UMP,            | À la suite de son décès le 11 mars 2003, remplacé par son suppléant, Marc Francina (UMP)                                   |
| XIIe        | 11 mars 2003    | 19 juin 2007   | Marc Francina,       | UMP,            | À la suite de son décès le 11 mars 2003, remplacé par son suppléant, Marc Francina (UMP)                                   |
| XIIIe       | 20 juin 2007    | 19 juin 2012   | Marc Francina        | UMP             | |
| XIVe        | 20 juin 2012    | 20 juin 2017   | Marc Francina        | UMP/LR          | |
| XVe         | 21 juin 2017    | 21 juin 2022   | Marion Lenne         | LREM puis SE    | |
| XVIe        | 22 juin 2022    | 9 juin 2024    | Anne-Cécile Violland | Horizons        | Mandat écourté à la suite d'une dissolution parlementaire décidée par Emmanuel Macron.                                     |

## Historique des élections

### Élections de 1988
| Candidat       | Candidat                     | Parti                      | Premier tour | Premier tour | Second tour | Second tour |  |
| Candidat       | Candidat                     | Parti                      | Voix         | %            | Voix        | %           |  |
| -------------- | ---------------------------- | -------------------------- | ------------ | ------------ | ----------- | ----------- |  |
|                | Pierre Mazeaud sortant réélu | RPR (URC)                  | 11 953       | 27,03        | 27 704      | 57,07       |  |
|                | Serge Dupessey               | PS                         | 8 256        | 18,67        | 20 836      | 42,93       |  |
|                | Michel Frossard              | Divers gauche (Maj. prés.) | 6 309        | 14,27        |             |             |  |
|                | Paul Neuraz                  | Divers droite              | 6 285        | 14,21        |             |             |  |
|                | Yves Sautier                 | Divers droite              | 5 143        | 11,63        |             |             |  |
|                | Daniel Lacroix               | FN                         | 3 896        | 8,81         |             |             |  |
|                | Philippe Guichardaz          | PCF                        | 2 385        | 5,39         |             |             |  |
|                |                              |                            |              |              |             |             |  |
| Inscrits       | Inscrits                     | Inscrits                   | 75 658       | 100,00       | 75 645      | 100,00      |  |
| Abstentions    | Abstentions                  | Abstentions                | 30 411       | 40,2         | 25 614      | 33,86       |  |
| Votants        | Votants                      | Votants                    | 45 247       | 59,8         | 50 031      | 66,14       |  |
| Blancs et nuls | Blancs et nuls               | Blancs et nuls             | 1 020        | 2,25         | 1 491       | 2,98        |  |
| Exprimés       | Exprimés                     | Exprimés                   | 44 227       | 97,75        | 48 540      | 97,02       |  |

Le suppléant de Pierre Mazeaud était Jean-Marc Chavanne, conseiller général, maire de Saint-Jeoire.

### Élections de 1993
| Candidat       | Candidat                     | Parti          | Premier tour | Premier tour | Second tour | Second tour |  |
| Candidat       | Candidat                     | Parti          | Voix         | %            | Voix        | %           |  |
| -------------- | ---------------------------- | -------------- | ------------ | ------------ | ----------- | ----------- |  |
|                | Pierre Mazeaud sortant réélu | RPR (UPF)      | 18 943       | 36,76        | 23 937      | 58,49       |  |
|                | Michel Vivien                | Divers droite  | 7 671        | 14,89        | 16 988      | 41,51       |  |
|                | Bernard Comont               | PS (ADFP)      | 7 554        | 14,66        |             |             |  |
|                | Daniel Lacroix               | FN             | 7 083        | 13,75        |             |             |  |
|                | Jacques Maylander            | Les Verts (EÉ) | 6 515        | 12,64        |             |             |  |
|                | Philippe Guichardaz          | PCF            | 2 559        | 4,97         |             |             |  |
|                | Alain Favre                  | Régionaliste   | 1 206        | 2,34         |             |             |  |
|                |                              |                |              |              |             |             |  |
| Inscrits       | Inscrits                     | Inscrits       | 83 258       | 100,00       | 83 256      | 100,00      |  |
| Abstentions    | Abstentions                  | Abstentions    | 28 657       | 34,42        | 34 162      | 41,03       |  |
| Votants        | Votants                      | Votants        | 54 601       | 65,58        | 49 094      | 58,97       |  |
| Blancs et nuls | Blancs et nuls               | Blancs et nuls | 3 070        | 5,62         | 8 169       | 16,64       |  |
| Exprimés       | Exprimés                     | Exprimés       | 51 531       | 94,38        | 40 925      | 83,36       |  |

Le suppléant de Pierre Mazeaud était Jean-Marc Chavanne.

### Élections de 1997
| Candidat       | Candidat                     | Parti          | Premier tour | Premier tour | Second tour | Second tour |  |
| Candidat       | Candidat                     | Parti          | Voix         | %            | Voix        | %           |  |
| -------------- | ---------------------------- | -------------- | ------------ | ------------ | ----------- | ----------- |  |
|                | Pierre Mazeaud sortant réélu | RPR            | 15 755       | 31,96        | 28 533      | 55,4        |  |
|                | Bernard Comont               | PS             | 9 372        | 19,01        | 22 971      | 44,6        |  |
|                | Maurice Guillon              | FN             | 7 007        | 14,21        |             |             |  |
|                | Michel Vivien                | Divers droite  | 5 482        | 11,12        |             |             |  |
|                | Bernard Néplaz               | PCF            | 4 920        | 9,98         |             |             |  |
|                | Alain Coulombel              | Les Verts      | 2 490        | 5,05         |             |             |  |
|                | Jacqueline Denne             | GÉ             | 2 204        | 4,47         |             |             |  |
|                | Pierre Meyer                 | LDI (MPF)      | 2 069        | 4,2          |             |             |  |
|                |                              |                |              |              |             |             |  |
| Inscrits       | Inscrits                     | Inscrits       | 85 943       | 100,00       | 85 928      | 100,00      |  |
| Abstentions    | Abstentions                  | Abstentions    | 31 787       | 36,99        | 29 626      | 34,48       |  |
| Votants        | Votants                      | Votants        | 54 156       | 63,01        | 56 302      | 65,52       |  |
| Blancs et nuls | Blancs et nuls               | Blancs et nuls | 4 857        | 8,97         | 4 798       | 8,52        |  |
| Exprimés       | Exprimés                     | Exprimés       | 49 299       | 91,03        | 51 504      | 91,48       |  |

Le suppléant de Pierre Mazeaud était Jean-Marc Chavanne, directeur financier en retraite. Jean-Marc Chavanne remplaça Pierre Mazeaud, nommé membre du Conseil,  du 5 mars 1998 au 18 juin 2002.

### Élections de 2002
| Candidat       | Candidat                         | Parti            | Premier tour | Premier tour | Second tour | Second tour |  |
| Candidat       | Candidat                         | Parti            | Voix         | %            | Voix        | %           |  |
| -------------- | -------------------------------- | ---------------- | ------------ | ------------ | ----------- | ----------- |  |
|                | Jean-Marc Chavanne sortant réélu | UMP              | 19 945       | 35,13        | 30 580      | 62,1        |  |
|                | Frédéric Zory                    | PS               | 13 754       | 24,23        | 18 660      | 37,9        |  |
|                | Jean Denais                      | Divers droite    | 9 833        | 17,32        |             |             |  |
|                | Martine Chatel                   | FN               | 6 415        | 11,3         |             |             |  |
|                | Pierre Mudry                     | S&P              | 1 427        | 2,51         |             |             |  |
|                | Brigitte Bapt-Dufresne           | PCF              | 1 167        | 2,06         |             |             |  |
|                | Emmanuel Heinis                  | Divers droite    | 1 041        | 1,83         |             |             |  |
|                | Pierre Boulet                    | LCR              | 974          | 1,72         |             |             |  |
|                | Réjean Frison                    | Pôle républicain | 721          | 1,27         |             |             |  |
|                | Natacha Baconnet                 | LO               | 611          | 1,08         |             |             |  |
|                | Éric Decottégnie                 | MPF              | 497          | 0,88         |             |             |  |
|                | Serge Contoux                    | MNR              | 383          | 0,67         |             |             |  |
|                |                                  |                  |              |              |             |             |  |
| Inscrits       | Inscrits                         | Inscrits         | 95 404       | 100,00       | 95 402      | 100,00      |  |
| Abstentions    | Abstentions                      | Abstentions      | 37 562       | 39,37        | 44 583      | 46,73       |  |
| Votants        | Votants                          | Votants          | 57 842       | 60,63        | 50 819      | 53,27       |  |
| Blancs et nuls | Blancs et nuls                   | Blancs et nuls   | 1 074        | 1,86         | 1 579       | 3,11        |  |
| Exprimés       | Exprimés                         | Exprimés         | 56 768       | 98,14        | 49 240      | 96,89       |  |

Le suppléant de Jean-Marc Chavanne était Marc Francina, conseiller financier et bancaire, conseiller général du canton d'Évian-les-Bains, maire d'Évian-les-Bains. Marc Francina remplaça Jean-Marc Chavanne, décédé, du 11 mars 2003 au 19 juin 2007.

### Élections de 2007
| Candidat       | Candidat                    | Parti          | Premier tour | Premier tour | Second tour | Second tour |  |
| Candidat       | Candidat                    | Parti          | Voix         | %            | Voix        | %           |  |
| -------------- | --------------------------- | -------------- | ------------ | ------------ | ----------- | ----------- |  |
|                | Marc Francina sortant réélu | UMP            | 28 175       | 49,28        | 33 223      | 63,61       |  |
|                | Clotilde Verguet            | PS             | 9 612        | 16,81        | 19 006      | 36,39       |  |
|                | Bernard Bouvier             | UDF–MoDem      | 9 279        | 16,23        |             |             |  |
|                | Christelle Thabuis          | FN             | 2 237        | 3,91         |             |             |  |
|                | Josiane Scheppler           | Les Verts      | 2 006        | 3,51         |             |             |  |
|                | Hervé Dufresne              | PCF            | 1 221        | 2,14         |             |             |  |
|                | Éric Decottegnie            | MPF            | 1 118        | 1,96         |             |             |  |
|                | Bernard Talles              | LT-LNÉ         | 967          | 1,69         |             |             |  |
|                | Anne-Marie Bataille         | Divers         | 782          | 1,37         |             |             |  |
|                | Christian Prior             | LO             | 599          | 1,05         |             |             |  |
|                | Denis Baratay               | CPNT           | 581          | 1,02         |             |             |  |
|                | Éric Hintermann             | PRG            | 537          | 0,94         |             |             |  |
|                | Alain Burtin                | Régionaliste   | 61           | 0,11         |             |             |  |
|                |                             |                |              |              |             |             |  |
| Inscrits       | Inscrits                    | Inscrits       | 106 694      | 100,00       | 106 688     | 100,00      |  |
| Abstentions    | Abstentions                 | Abstentions    | 48 457       | 45,42        | 52 629      | 49,33       |  |
| Votants        | Votants                     | Votants        | 58 237       | 54,58        | 54 059      | 50,67       |  |
| Blancs et nuls | Blancs et nuls              | Blancs et nuls | 1 062        | 1,82         | 1 830       | 3,39        |  |
| Exprimés       | Exprimés                    | Exprimés       | 57 175       | 98,18        | 52 229      | 96,61       |  |

### Élections de 2012
| Candidat       | Candidat                    | Parti          | Premier tour | Premier tour | Second tour | Second tour |  |
| Candidat       | Candidat                    | Parti          | Voix         | %            | Voix        | %           |  |
| -------------- | --------------------------- | -------------- | ------------ | ------------ | ----------- | ----------- |  |
|                | Pascale Escoubès            | PS             | 13 772       | 28,66        | 21 173      | 48,03       |  |
|                | Marc Francina sortant réélu | UMP            | 13 772       | 28,66        | 22 914      | 51,97       |  |
|                | Astrid Baud-Roche           | diss. UMP      | 7 226        | 15,04        |             |             |  |
|                | Patrick Chevallay           | RBM (FN)       | 5 532        | 11,51        |             |             |  |
|                | Jean-Christophe Bernaz      | Divers         | 2 688        | 5,59         |             |             |  |
|                | Odile Rouffignac            | FG (PCF)       | 1 673        | 3,48         |             |             |  |
|                | Émilie Delbays-Atgé         | EÉLV           | 1 355        | 2,82         |             |             |  |
|                | Jean-Paul Frison-Roche      | MNR            | 431          | 0,90         |             |             |  |
|                | Laurent Negro               | LT-LNÉ         | 426          | 0,89         |             |             |  |
|                | Franck Gossmann             | AÉI            | 287          | 0,60         |             |             |  |
|                | Marie-Pierre Facchinetti    | MÉI            | 256          | 0,53         |             |             |  |
|                | Loïc Le Floch               | DLR            | 237          | 0,49         |             |             |  |
|                | Martine Morel-Sawalich      | PRC            | 215          | 0,45         |             |             |  |
|                | Christine Pessah            | LO             | 175          | 0,36         |             |             |  |
|                |                             |                |              |              |             |             |  |
| Inscrits       | Inscrits                    | Inscrits       | 89 907       | 100,00       | 89 907      | 100,00      |  |
| Abstentions    | Abstentions                 | Abstentions    | 41 279       | 45,91        | 44 219      | 49,18       |  |
| Votants        | Votants                     | Votants        | 48 628       | 54,09        | 45 688      | 50,82       |  |
| Blancs et nuls | Blancs et nuls              | Blancs et nuls | 583          | 1,2          | 1 601       | 3,5         |  |
| Exprimés       | Exprimés                    | Exprimés       | 48 045       | 98,8         | 44 087      | 96,5        |  |

### Élections de 2017
|                                                                                  |                                                                        |                           |                           |                          |                          |
|                                                                                  |                                                                        | Premier tour 11 juin 2017 | Premier tour 11 juin 2017 | Second tour 18 juin 2017 | Second tour 18 juin 2017 |
|                                                                                  |                                                                        |                           |                           |                          |                          |
|                                                                                  |                                                                        | Nombre                    | % des inscrits            | Nombre                   | % des inscrits           |
| Inscrits                                                                         | Inscrits                                                               | 95 598                    | 100,00                    | 95 600                   | 100,00                   |
| Abstentions                                                                      | Abstentions                                                            | 53 163                    | 55,61                     | 59 203                   | 61,93                    |
| Votants                                                                          | Votants                                                                | 42 435                    | 44,39                     | 36 397                   | 38,07                    |
|                                                                                  |                                                                        |                           | % des votants             |                          | % des votants            |
| Bulletins blancs                                                                 | Bulletins blancs                                                       | 467                       | 1,10                      | 2 319                    | 6,37                     |
| Bulletins nuls                                                                   | Bulletins nuls                                                         | 182                       | 0,43                      | 883                      | 2,43                     |
| Suffrages exprimés                                                               | Suffrages exprimés                                                     | 41 786                    | 98,47                     | 33 195                   | 91,20                    |
|                                                                                  |                                                                        |                           |                           |                          |                          |
| Candidat Étiquette politique (partis et alliances)                               | Candidat Étiquette politique (partis et alliances)                     | Voix                      | % des exprimés            | Voix                     | % des exprimés           |
|                                                                                  |                                                                        |                           |                           |                          |                          |
|                                                                                  | Marion Lenne La République en marche                                   | 15 134                    | 36,22                     | 17 814                   | 53,66                    |
|                                                                                  | Astrid Baud-Roche Divers droite                                        | 6 054                     | 14,49                     | 15 381                   | 46,34                    |
|                                                                                  | Patricia Mahut Les Républicains (Union des démocrates et indépendants) | 5 200                     | 12,44                     |                          |                          |
|                                                                                  | Anne-Françoise Abadie-Parisi Front national                            | 3 602                     | 8,62                      |                          |                          |
|                                                                                  | Marin Dauriat La France insoumise                                      | 3 593                     | 8,60                      |                          |                          |
|                                                                                  | Daniel Magnin Régionaliste (100 % Savoie)                              | 3 277                     | 7,84                      |                          |                          |
|                                                                                  | Jean-Baptiste Baud Parti socialiste                                    | 2 210                     | 5,29                      |                          |                          |
|                                                                                  | Gil Thomas Parti communiste français (Front de gauche)                 | 1 259                     | 3,01                      |                          |                          |
|                                                                                  | Louis Polèse Debout la France                                          | 487                       | 1,17                      |                          |                          |
|                                                                                  | Bernard Charron Régionaliste (Les voix de Savoie)                      | 460                       | 1,10                      |                          |                          |
|                                                                                  | Céline Hind Amery Divers (Union populaire républicaine)                | 292                       | 0,70                      |                          |                          |
|                                                                                  | Michelle Bally Lutte ouvrière                                          | 218                       | 0,52                      |                          |                          |
| Source : Ministère de l'Intérieur - Cinquième circonscription de la Haute-Savoie |                                                                        |                           |                           |                          |                          |

### Élections de 2022
Les élections législatives françaises de 2022 se déroulent les dimanches 12 et 19 juin 2022.
| Résultats des élections législatives des 12 et 19 juin 2022 de la 5e circonscription de Haute-Savoie |                          |                          |              |              |             |             |
| Candidat                                                                                             | Candidat                 | Parti et coalition       | Premier tour | Premier tour | Second tour | Second tour |
| Candidat                                                                                             | Candidat                 | Parti et coalition       | Voix         | %            | Voix        | %           |
| | Anne-Cécile Violland     | Horizons (ENS)           | 12 323       | 28,06        | 23 873      | 60,09       |
| | Odile Martin-Cocher      | LFI (NUPES)              | 9 600        | 21,86        | 15 858      | 39,91       |
| | Jessica Terreni          | RN                       | 7 070        | 16,10        |             |             |
| | Sophie Dion              | LR (UDC)                 | 5 124        | 11,67        |             |             |
| | Guillaume Ducrot         | LR diss.                 | 2 257        | 5,14         |             |             |
| | Céline Vico              | REC                      | 2 098        | 4,78         |             |             |
| | Quentin Duvocelle        | EaC                      | 1 818        | 4,14         |             |             |
| | Barbara Lemmo-Gaud       | MRS                      | 1 358        | 3,09         |             |             |
| | Michelle Messin          | DSV                      | 714          | 1,63         |             |             |
| | Audrey Capelli           | PA                       | 669          | 1,52         |             |             |
| | Michel Bourel            | SE                       | 619          | 1,41         |             |             |
| | Michelle Bally           | LO                       | 259          | 0,59         |             |             |
| Votes valides                                                                                        | Votes valides            | Votes valides            | 43 909       | 98,27        | 39 731      | 92,05       |
| Votes blancs                                                                                         | Votes blancs             | Votes blancs             | 575          | 1,29         | 2 425       | 5,62        |
| Votes nuls                                                                                           | Votes nuls               | Votes nuls               | 196          | 0,44         | 1 006       | 2,33        |
| Total                                                                                                | Total                    | Total                    | 44 680       | 100          | 43 162      | 100         |
| Abstention                                                                                           | Abstention               | Abstention               | 57 114       | 56,11        | 58 655      | 57,61       |
| Inscrits / participation                                                                             | Inscrits / participation | Inscrits / participation | 101 794      | 43,89        | 101 817     | 42,39       |

### Élections de 2024
| Candidat                 | Candidat             | Parti et coalition | Nuances | Premier tour | Premier tour | Second tour | Second tour |
| Candidat                 | Candidat             | Parti et coalition | Nuances | Voix         | %            | Voix        | %           |
| ------------------------ | -------------------- | ------------------ | ------- | ------------ | ------------ | ----------- | ----------- |
|                          | Jean-Baptiste Baud   | PS - (NFP)         | NFP     |              |              |             |             |
|                          | Anne-Cécile Violland | HOR (ENS)          | ENS     |              |              |             |             |
|                          | Quentin Taïeb        | LR diss-RN         | RN      |              |              |             |             |
|                          | Chrystelle Beurrier  | DVD                | DVD     |              |              |             |             |
|                          | Sacha Poidevin       | REC                | EXD     |              |              |             |             |
|                          | Michelle Bally       | LO                 | EXG     |              |              |             |             |
|                          | Nicolas Bal          | SE                 | DIV     |              |              |             |             |
|                          | Daniel Magnin        | SE                 | DIV     |              |              |             |             |
| Votes valides            |                      |                    |         |              |              |             |             |
| Votes blancs             |                      |                    |         |              |              |             |             |
| Votes nuls               |                      |                    |         |              |              |             |             |
| Total                    |                      |                    |         |              |              |             |             |
| Abstention               |                      |                    |         |              |              |             |             |
| Inscrits / participation |                      |                    |         |              |              |             |             |